# نجيندي
جيدي (نجيندي: Ngendi) (بالإنجليزية: Gedi)‏ في أساطير فيجي، هو إله الخصوبة الذي علم الإنسانية استخدام النار.